# مارتن كرات
مارتن كرات (بالإنجليزية: Martin Kratt) مواليد 23 ديسمبر 1965 في نيو جيرسي، الولايات المتحدة، هو ممثل أمريكي بدأ مسيرته الفنية عام 1996. هو مضيف برامج طبيعية تعليمية، هو وشقيقه الأصغر كريس كرات. نشأ في بلدة وارن في نيو جيرسي، ومعا خلق المسلسل التلفزيوني المخلوقات Kratts "الأطفال وZoboomafoo، وكذلك كن مخلوق، الذي يمتد على قناة ناشيونال جيوغرافيك وشبكة المعرفة. هم الشخصيات الرئيسية في المسلسل التلفزيوني المتحركة المستكشفان، التي تبث في برنامج تلفزيوني للأطفال العودة! مارتن حاصل على بكالوريوس العلوم في علم الحيوان من جامعة ديوك.

## روابط خارجية
- مارتن كرات على موقع IMDb (الإنجليزية)
- مارتن كرات على موقع ميوزك برينز (الإنجليزية)
- مارتن كرات على موقع قاعدة بيانات الفيلم (الإنجليزية)